# NGC 843
NGC 843 — тройная звезда в созвездии Треугольник.
Этот объект входит в число перечисленных в оригинальной редакции «Нового общего каталога».
Д'Арре описывал объект как маленькое шаровое скопление, однако в условиях ночи тройная звезда должна выглядеть именно так. Объект находится очень близко к координатам, определённым Д'Арре.